# Stephen Perry
Stephen Perry foi um inventor inglês do século XIX. Sua empresa era a Messers Perry and Co, Rubber Manufacturers of London, que fabricava produtos através da vulcanização da borracha. Em 17 de março de 1845, Perry patenteou o fita elástica.